# Nicolas Moreno de Alboran
Nicolas Moreno de Alboran (New York, 14 luglio 1997) è un tennista statunitense.
Specialista del cemento; nel circuito maggiore ha raggiunto i suoi primi quarti di finale al Grand Prix Hassan II 2024 a Marrakech. Nel 2023 ha fatto il suo esordio a livello Slam agli US Open 2023 sconfitto al primo turno da Lorenzo Sonego. Nel 2024 ha fatto anche il suo esordio a livello Masters 1000, superando le qualificazioni al BNP Paribas Open 2024. I suoi migliori ranking ATP sono il 107º posto in singolare nel gennaio 2025 e il 308º in doppio nel marzo 2025.

## Statistiche

### Tornei minori

#### Vittorie (6)
| Legenda tornei minori |
| Challenger (3)        |
| ITF (3)               |

| N. | Data              | Torneo                              | Superficie  | Avversario in finale         | Punteggio           |
| 1. | 6 maggio 2021     | M15 Antalya, Antalya                | Terra rossa | Giovanni Fonio               | 7-5, 6-4            |
| 2. | 27 giugno 2021    | M25 Klosters, Klosters              | Terra rossa | Francesco Forti              | 6-4, 6-3            |
| 3. | 18 luglio 2021    | M25 Idanha-a-Nova, Idanha-a-Nova    | Terra rossa | Zane Khan                    | 1-0 rit.            |
| 4. | 25 settembre 2022 | Braga Open, Braga                   | Terra rossa | Matheus Pucinelli de Almeida | 6-2, 6-4            |
| 5. | 11 giugno 2023    | Tyler Tennis Championships, Tyler   | Cemento     | Michail Kukuškin             | 6(8)-7, 7-6(0), 6-4 |
| 6. | 10 novembre 2025  | Ehime International Open, Matsuyama | Cemento     | Alex Bolt                    | 7-6(4), 6-2         |